# Adr1ft

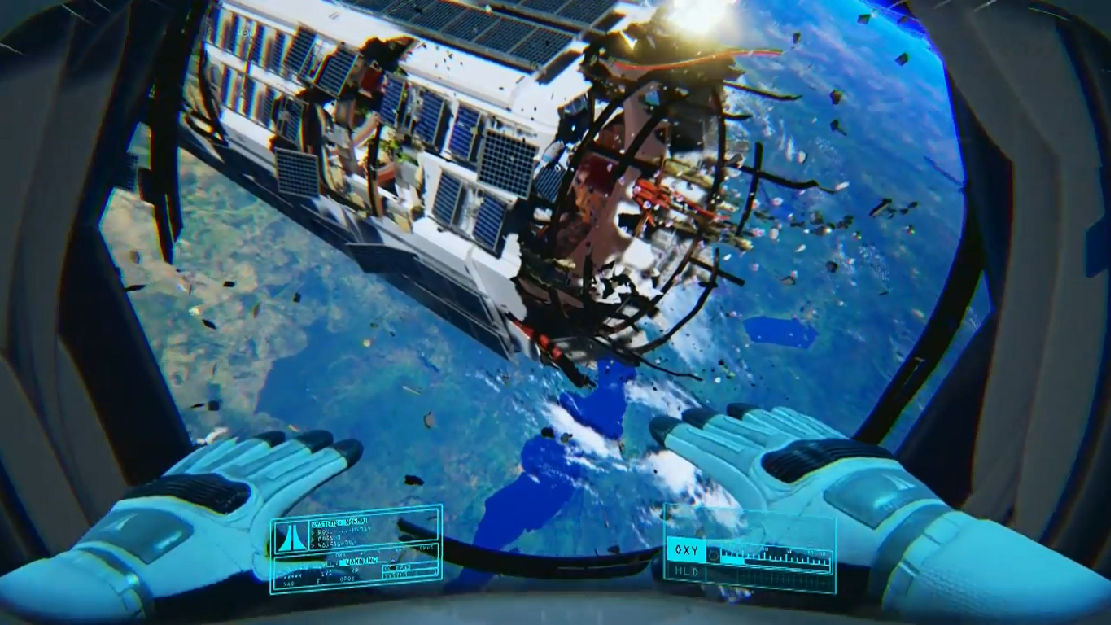
Una schermata di gioco. L'avventura è vissuta per tutto il tempo in prima persona, con gli occhi della protagonista.

Adr1ft (stilizzato ADR1FT) è un videogioco d'avventura in prima persona del 2016.
Dal gioco è stato tratto un fumetto omonimo, uscito nel 2015, in anticipo rispetto al gioco.

## Trama
8 luglio 2037. Alex Oshima, un'astronauta nippo-americana di trent'anni, comandante della stazione spaziale Hardiman Aerospace Northstar IV (HAN-IV), a 462 km sopra la superficie terrestre, riprende coscienza fra i rottami della stazione, andata distrutta, senza ricordare cosa è successo. La sua tuta spaziale EVA è danneggiata e quindi deve costantemente reperire fra i rottami delle fonti di ossigeno per sopravvivere, individuando poi un modo per riparare alcune parti della stazione così da poter fare ritorno sulla Terra.
Alex è l'unica sopravvissuta e, mentre riattiva alcune funzioni della stazione che le consentiranno di tornare a casa, trova fra le macerie varie registrazioni fatte dagli altri membri dell'equipaggio, che le permettono di ricostruire ciò che è accaduto, e di cui la stessa Alex è responsabile. Sulla stazione Northstar IV, in vista dell'insediamento della colonia lunare Luna II, Alex si occupava, sotto l'egida della Hardiman Aerospace, del progetto SPIRITUS, il cui obiettivo era riuscire a produrre in modo efficiente ossigeno, e successivamente cibo, nello spazio, attraverso il ciclo vitale delle piante, delle quali la stazione è piena, utilizzando la coltivazione idroponica. Ma Alex aveva forzato il processo di estrazione, e un sovraccarico elettrico aveva già provocato, prima dell'incidente vero e proprio, la rottura dei serbatoi per l'irrigazione delle piante. Inoltre la durata della missione, che avrebbe dovuto consistere in un anno (a partire dal 29 settembre 2035), si era protratta già di una decina di mesi, creando stress fra i membri dell'equipaggio.
In particolare dalle registrazioni, alcune delle quali vengono intercettate dall'EVA tramite le parabole della stazione, si evince che la scienziata Elizabeth Hudson, amica d'infanzia di Alex e spesso critica verso le sue scelte, trascorreva i turni di riposo drogandosi e coinvolgendo in una relazione erotica dai risvolti pericolosi l'ufficiale medico Liam Edwards, che dal canto suo aveva nascosto ad Alex di avere un passato da alcolista, del quale si era tutt'altro che liberato, con crisi di astinenza che continuavano a perseguitarlo. Nell'incidente muoiono anche Teresa Lopez, un'astronauta entusiasta del suo lavoro, giacché sin da bambina sognava di andare nello spazio, Sebastian Olivier, un astronauta anziano che aveva già partecipato a missioni importanti e che ora era malato di cancro, ma secondo le ultime analisi stava guarendo, e Andrew McDonagh, il tecnico di sistemi, che rivolgendosi ad Alex aveva chiesto e ottenuto di poter tornare sulla Terra perché non sopportava più il distacco dalla moglie e dalla famiglia.
Nell'epilogo Alex, mentre fa ritorno sulla Terra dopo aver attivato una navicella della stazione, riceve una comunicazione da parte di Emily Hudson, la madre di Elizabeth, che la rimprovera per la morte dell'equipaggio e le dice che una volta a casa dovrà affrontare le conseguenze delle sue azioni.

## Sviluppo

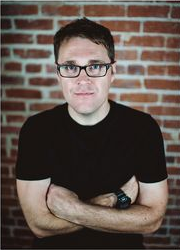
Adam Orth

Adr1ft è stato annunciato nel 2014 da Adam Orth. Mostrato durante The Game Awards 2014, il gioco doveva inizialmente essere pubblicato nel settembre 2015, ma l'uscita di Adr1ft è stata rinviata a marzo 2016 per distribuirlo come titolo di lancio dell'Oculus Rift.